# Club d'investisseurs pour une gestion alternative et locale de l'épargne solidaire
Pour les articles homonymes, voir Cigale (homonymie).
Un Club d'investisseurs pour une gestion alternative et locale de l'épargne solidaire (Cigales) est une indivision de capital risque solidaire à but de financement d'associations et d'entreprises en France.

## Fonctionnement
Un Cigales est un groupe de 5 à 20 personnes, constitué en indivision volontaire, qui épargne en commun mensuellement pour investir solidairement dans des structures locales, en création ou en développement,,.
L’activité de ces clubs s’inscrit dans la perspective d’une économie solidaire en favorisant la création d’emplois, la lutte contre l’exclusion, la protection de l’environnement et le développement durable,,.
Au-delà de leurs finances, les membres du club mettent à disposition leur écoute, leurs compétences et leurs réseaux,. Ce sont des lieux d’échange permettant d’acquérir, par la pratique tel que l’autoformation, des connaissances économiques et financière, où investisseurs et porteurs de projet font l’expérimentation de l'usage de la finance solidaire, dans le cadre du développement local.
Chaque Cigales adhère à la charte nationale des Cigales et doit être agréé par la Fédération des Cigales.
Le club Cigales, dans le système français, est jusqu’à présent le seul outil sans intermédiaire entre l’offre et la demande, permettant un circuit court de la finance solidaire.

Chaque club a une durée de vie de 5 ans, prolongeable une fois. Au terme de cette période, le club peut soit passer en gestion pour conserver les investissements faits, ou procéder à la liquidation de son portefeuille, au prorata des apports des cigaliers,.
Le mouvement des Cigales est constitué d'une fédération nationale des CIGALES et d'associations régionales. En 2024, il existe 10 associations régionales des CIGALES[réf. nécessaire].

## Capital-risque solidaire
Le club Cigales est une indivision volontaire qui soutient financièrement des projets en réalisant un apport en capital dans les entreprises ou en apport avec droit de reprise dans les associations, mais aussi en savoir-faire disponible au sein du club. Le club Cigales est ainsi associé à l'entreprise pendant cinq ans. Soucieux d'efficacité économique, mais aussi d'utilité sociale, les cigaliers ne prennent pas en compte la seule rentabilité financière,.
L’investissement des Cigales est plafonné légalement à 25 % du capital dans une SARL et à 33 % dans une SA. L'investissement dans une entreprise individuel est impossible.
L'indivision volontaire a une durée limitée à 5 ans. Durant ces 5 années, chaque membre participe à hauteur de ses capacités au compte commun. Ce compte va permettre de prendre une participation aux capitaux sociaux d'entreprises choisies par les membres sans influence extérieure dans la limite de la charte des Cigales.

## Histoire
La première autorisation de créer des clubs d’investissement est donnée par la lettre du directeur du Trésor du 15 mai 1968.
Le premier Cigales est créé en 1983 à Paris. À l'origine de cette initiative, Patrice Sauvage et un groupe de militants de l'Agence de liaison pour le développement d'une économie alternative (ALDEA) qui, persuadés que le modèle de développement qui s'était progressivement mis en place en cours des trente Glorieuses menait à un désastre économique, écologique, social et culturel, souhaitent redonner un sens à l'usage de l'argent en créant des outils financiers, telles que le Cigales et la première coopérative de capital-risque Garrigue,.
Les concepts actuels de développement local, de développement durable, commerce équitable, développement de la démocratisation des produits biologiques, du soutien de l'économie sociale sont les éléments créateurs de la philosophie puis de la charte des Cigales. Plusieurs structures de l'économie sociale et solidaire (ESS) sont financés comme la SCOP Ardelaine ou les Nouveaux Robinsons.
En 2017, 764 000 euros d'épargne solidaire sont investis par les Cigales.
Sur la période 1983-2023, plus de 350 clubs Cigales sont créés collectant un montant de 2,6 millions d’euros. Le taux de survie des entreprises cigalées atteint 75 %, contre 50 % pour la moyenne des créations d’entreprises. Un nombre non négligeable de cigaliers ont un ancrage associatif ou professionnel dans les réseaux de l’ESS.
En 2021, il existe 721 clubs en France liés par une charte, ils réunissent environ 5 000 Cigaliers.
En 2023, il existe environ 205 clubs Cigales en France, tous adhérents à la Fédération nationale des Cigales ; le nombre de cigaliers approche les 2 500[réf. nécessaire].

## Identités visuelles

Logo jusqu'en 2018
Logo de 2018 à 2022
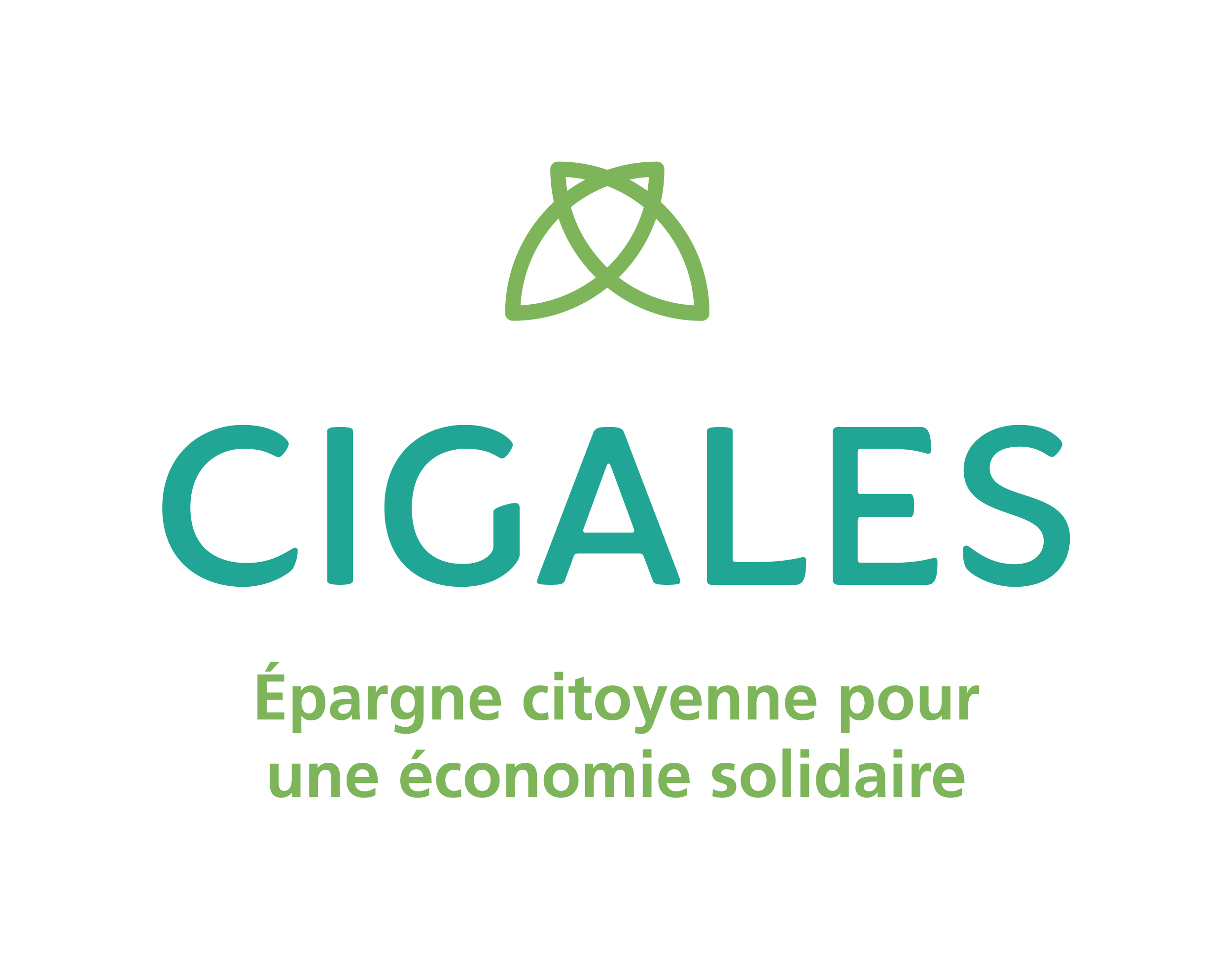
Logo depuis 2022